# فرناندو ليديسما (سياسي)
فرناندو ليديسما هو رجل قضاء وقانوني وسياسي إسباني، ولد في ديسمبر 1939 في طليطلة في إسبانيا. نشط حزبياً في الحزب الاشتراكي العمالي الإسباني.

## مناصب
- انتخب Magistrate of the Supreme Court of Spain ‏.
- انتخب وزير العدل  [لغات أخرى]‏ (1 ديسمبر 1982 – 7 يوليو 1988).
- انتخب president of the State Council  [لغات أخرى]‏ (25 أبريل 1991 – 24 مايو 1996).
- في الانتخابات العامة الإسبانية 1989 [الإنجليزية]‏، انتخب عضو مجلس النواب الإسباني  [لغات أخرى]‏ عن دائرة Valladolid (Congress of Deputies constituency) [الإنجليزية]‏ خلال فترته النيابية  [لغات أخرى]‏ (13 نوفمبر 1989 – 23 أبريل 1991).
- في الانتخابات العمومية الإسبانية 1986 [الإنجليزية]‏، انتخب عضو مجلس النواب الإسباني  [لغات أخرى]‏ عن دائرة Valladolid (Congress of Deputies constituency) [الإنجليزية]‏ خلال فترته النيابية  [لغات أخرى]‏ (9 يوليو 1986 – 2 سبتمبر 1989).